# Lophocampa teffeana
Lophocampa teffeana är en fjärilsart som beskrevs av William Schaus 1933. Lophocampa teffeana ingår i släktet Lophocampa och familjen björnspinnare. Inga underarter finns listade i Catalogue of Life.